# Méthyl-sulfonyl-méthane
Le méthyl-sulfonyl-méthane (MSM) ou  la diméthylsulfone (DMSO2) est un composé organique de la famille des sulfones ; c'est un métabolite du diméthylsulfoxyde (DMSO). On le trouve dans de nombreux aliments et il est normalement présent dans le corps humain,; 
Il est utilisé comme complément alimentaire dans l'alimentation animale, et chez l'Homme comme antalgique contre les douleurs articulaires d'origine inflammatoire (arthrose...). Il est supposé renforcer le collagène qui diminue avec l'âge. Son efficacité n'a pas été démontrée, mais des recherches émergentes semblent indiquer qu'il pourrait être utilisé dans le traitement d'appoint des inflammations osseuses. C'est un composé dérivé du diméthylsulfoxyde, qui lui présente des applications médicales reconnues.

## Synthèse et propriétés
Comme toutes les sulfones organiques, la diméthylsulfone est obtenue via l'oxydation de sulfure de diméthyle avec de l'eau oxygénée, H2O2 qui fournit également le produit intermédiaire, diméthylsulfoxyde, DMSO, O=S(CH3)2
Le MSM et le sulfoxyde correspond, le DMSO ont des propriétés physiques très différentes, la diméthylsufone est un solide cristallin incolore à température ambiante (p.f. 109 °C) tandis que le DMSO est un liquide (p.f. 19 °C) qui est un solvant aprotique très polaire, miscible à l'eau et qui est également un bon ligand. La diméthylsulfone est moins réactive que le DMSO car son atome de soufre est déjà dans son plus haut degré d'oxydation (IV). Ainsi, l'oxydation du sulfoxyde produit la sulfone aussi bien au laboratoire que métaboliquement.
Le MSM est trouvé dans de très nombreux organismes vivants (plantes et animaux, inclus les humains) et les produits qui en contiennent beaucoup inclus le lait de vache (3,3 ppm) ou le café (1,6 ppm).

## Utilisation comme solvant
En raison de sa  polarité et de sa stabilité thermique, le MSM est utilisé industriellement comme solvant à haute température de substances inorganiques et organiques. 
Il est utilisé comme moyen de synthèse organique. 
Par exemple, le déplacement de chlorures d'aryle par le fluorure de potassium peut être réalisé dans du MSM fondu. 
Avec un pKa de 31, il peut être déprotoné avec de l'amidure de sodium, et la base conjuguée est un nucléophile efficace.

## Pharmacologie et toxicité
La DL50 du MSM est supérieure à 17,5 grammes par kilogramme de poids corporel. 
Chez le rat, aucun événement indésirable n'a été observé après des doses quotidiennes de 2 g de MSM par kg de poids corporel. Dans une étude de suivi de 90 jours, les rats ont reçu des doses quotidiennes de MSM de 1,5 g/kg, et aucun changement n'a été observé en termes de symptômes, de chimie sanguine ou de pathologie macroscopique.
Des études de résonance magnétique nucléaire (RMN) ont démontré que les doses orales de MSM sont absorbées dans le sang et traversent la barrière hémato-encéphalique,. 
Une étude RMN a également trouvé des niveaux détectables de MSM normalement présents dans le sang et le liquide céphalo-rachidien, suggérant qu'il provient de l'alimentation, du métabolisme du microbiote intestinal et du métabolisme endogène du méthanethiol du corps.
Les essais cliniques publiés sur le MSM n'ont pas signalé d'effet secondaire grave, mais il n'y a pas de données évaluées par les pairs sur les effets de son utilisation à long terme chez l'homme.

## Chez l'animal
Le MSM est utilisé dans l'alimentation animale. La FDA le reconnait comme source de soufre bio assimilable.
- Chez le porc, de manière significative, il diminue les teneurs de la viande en Na, Mg et Ca (par rapport aux régimes sans supplément), mais augmente les teneurs en Fe, Cu et Zn tout en augmentant la teneur en soufre de la viande (ce qui lui donnerait un gout plus persillé), sans modifier la teneur en acides aminés, mais en augmentant les acides gras saturés et en diminuant les acides gras insaturés dans le muscle.
- Il a aussi été testé chez le cheval (par le dépositaire d'un brevet) [18]
- chez le poulet, il accélère la croissance, améliore le profil sanguin et la qualité de la viande, et semble favorable au microbiote[16].
- chez le canard, il améliore la qualité de la viande (alors plus protéique et plus riche en soufre, avec une meilleure capacité de rétention d'eau, et diminuant la perte d'humidité et de substances réactives à l'acide thiobarbiturique lors du stockage à froid)[19].

### Chez l'Homme
Dans les années 1980, il est considéré comme une bonne source de soufre (élément notamment nécessaire à la synthèse de 2 acides aminés essentiels : la cystéine et de la méthionine,. 
Un usage thérapeutique du MSM a été envisagé à la fin des années 1970, en raison de sa proximité avec le DMSO. Des brevets (déposés par le Dr Robert Herschler dans les années 1980) lui ont attribué de multiples bénéfices pour la santé, bien que les preuves scientifiques se bornaient alors à une certaine efficacité comme anti-inflammatoire. Son usage se répand aux États-Unis suite à la publication de deux livres, The Miracle of MSM: The Natural Solution for Pain en 1999, et MSM: The Definitive Guide, en 2002. Stanley Jacob, l'auteur, est aussi dépositaire d'un brevet pour l'usage du MSM contre le ronflement. Le marketing commercial qui présente le MSM moyen de traiter la douleur ostéoarthritique et la rhinite allergique, a conduit la FDA à avertir qu'elle ne lui a trouvé ni preuve d'efficacité, ni d'innocuité à long terme.
En 2012, l'EFSA, après avoir examiné les allégations de bénéfices sur la santé à la lumière des études scientifiques publiées, estime qu'aucun bénéfice n'a été prouvé de manière satisfaisante et interdit que les compléments alimentaires au MSM se prévalent d'effets thérapeutiques en Europe. Il reste utilisé en médecine vétérinaire, dans les traitements contre l'arthrite pour les chevaux et les chiens.